# Araçatuba
Araçatuba  è un comune del Brasile nello Stato di San Paolo, parte della mesoregione di Araçatuba e della microregione omonima.

## Geografia
La città è situata a 520 km a nord-ovest di San Paolo.

## Storia
Araçatuba è stata fondata il 2 dicembre 1908 e costituita ufficialmente come comune l'8 dicembre 1921.

## Società

### Religione
Il Cristianesimo è presente nel comune come segue:

#### Cattolicesimo
La città è sede della Diocesi di Araçatuba, istituita nel 1994 e suffraganea dell'arcidiocesi di Botucatu.

#### Protestantesimo
In città sono presenti le credenze evangeliche più diverse, principalmente pentecostali, compresa la Chiesa Assemblee di Dio brasiliana (la più grande chiesa evangelica del paese), Chiesa Congregazione cristiana nel Brasile, tra gli altri. Queste denominazioni crescono sempre di più in tutto il Brasile.

## Infrastrutture e trasporti
L'aeroporto di Araçatuba, situato a 8,5 km a nord del centro, è servito da voli interni.